# Col du Pigeonnier
Le col du Pigeonnier (en alsacien Scherhol) se situe sur la D 3 à 432 m d'altitude entre Wissembourg et Climbach dans les Vosges du Nord, dans le Bas-Rhin. La route passe entre les sommets de la Scherhol (507 m d'altitude), sur lequel était implanté jusqu'à la Seconde Guerre mondiale une tour du Club vosgien, et l'Eselsberg (485 m d'altitude).

## Histoire
La route du col du Pigeonnier a été construite par l'armée royale française de 1750 à 1752 pour des raisons militaires et stratégiques en lien avec la construction des lignes de la Lauter. En effet, après la signature du traité de Rastatt, la route existante depuis le haut Moyen Âge qui passait par le col du Litschhof avant de rejoindre la vallée de Lauter à Niederschlettenbach se situait pour partie en territoire étranger. Les plans d'époque sont consultables aux archives départementales du Bas-Rhin.
Dans les années 1960-1970, une course de côte auto et moto était organisée entre la sortie de Wissembourg et le col du Pigeonnier. Cette manifestation rassemblait de nombreux concurrents et plusieurs milliers de spectateurs.

## Tourisme

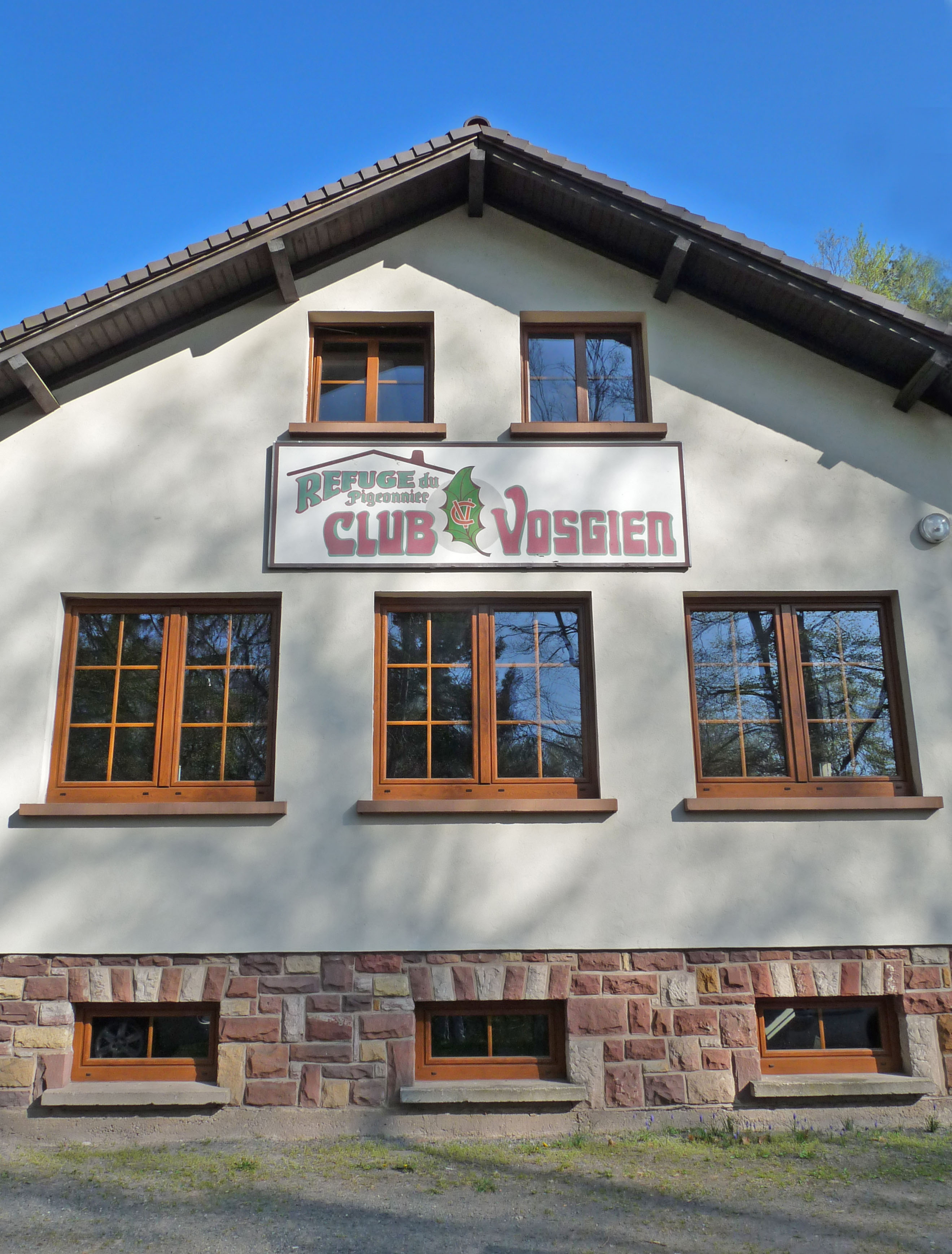
Refuge du Club vosgien

Il est traversé par le sentier de grande randonnée GR 53 et doté d'un chalet-refuge géré par le Club vosgien de Wissembourg.